# Lagosta-palhaço
A lagosta-palhaço (nome científico: Enoplometopus antillensis) é uma espécie de Enoplometopus endêmica de partes mais quentes do Oceano Atlântico. Encontra-se em profundidades de 5 a 201 metros (16 a 659 pés) em recifes rochosos e de coral, onde se esconde em pequenas fendas. É valorizada no aquarismo doméstico por suas cores brilhantes e tamanho pequeno. No Brasil, foi avaliada em 2005 como vulnerável na Lista de Espécies da Fauna Ameaçadas do Espírito Santo; e em 2018, constou sob a rubrica de "dados insuficientes" na Lista Vermelha do Livro Vermelho da Fauna Brasileira Ameaçada de Extinção do Instituto Chico Mendes de Conservação da Biodiversidade (ICMBio).

## Distribuição
A lagosta-palhaço pode ser encontrada nas costas de Anguila, Antígua e Barbuda, Aruba, Baamas, Barbados, Belize, Benim, Bermudas, Bonaire, Santo Eustáquio e Saba, Brasil, Cabo Verde, Camarões, ilhas Caimã, Colômbia, República do Congo, Costa Rica, Cuba, Curaçau, Costa do Marfim, Dominica, República Dominicana, El Salvador, Guiné Equatorial, Guiana Francesa, Gabão, Gana, Granada, Guadalupe, Guatemala, Guiana, Haiti, Honduras (continente e ilhas), Jamaica, Libéria, Martinica, México (em Tamaulipas, Campeche, Quintana Roo, Iucatã, Veracruz, Tabasco), Monserrate, Nicarágua (continente e ilhas), Nigéria, Panamá, Portugal (na Madeira), Porto Rico, São Bartolomeu, Santa Helena, Ascensão e Tristão da Cunha, São Cristóvão e Neves, Santa Lúcia, São Martinho (parte francesa), São Vicente e Granadinas, São Martinho (parte holandesa), Espanha (nas ilhas Canárias), Suriname, Togo, Trindade e Tobago, ilhas Turcas e Caicos, Estados Unidos (Luisiana, Alabama, Flórida, Mississipi, Texas), ilhas Virgens Britânicas e Ilhas Virgens Americanas.